# 브라더한정식도시락
브라더한정식도시락은 2015년 3월 설립되었다.
2021년 5월 기준으로 가맹점 30개가 돌파했다.